# Brandberg (Autriche)
Pour les articles homonymes, voir Brandberg.
Brandberg est une commune autrichienne du district de Schwaz dans le Tyrol.